# جواد هدایتی
دکتر جواد هدایتی (۱۲۹۶) مؤسس دانشکده علوم پزشکی دانشگاه ملی ایران و اولین رئیس آن دانشکده و محقق در رشته جراحی گوش و حلق و بینی بود.
اجداد جواد هدایتی از زمان شاه طهماسب صفوی سرپرستی حرم عبدالعظیم را بر عهده داشتند. پدرش یک روحانی بود که علاوه بر تحصیل فقه و اصول و علوم قدیم، علاقه‌مند به علوم جدید نیز بود و در مدرسه آلیانس فرانسویها تدریس می کرد. 
دکتر جواد هدایتی در سال ۱۲۹۶، در تهران متولد گردید. پس از فارغ‌التحصیلی از دارالفنون در سال ۱۳۱۵ وارد دانشکده پزشکی دانشگاه تهران شد. پس از طی خدمت سربازی به نیویورک رفت و دوره رزیدنتی و تخصصی را در رشته حلق وبینی بیمارستان حلق و بینی نیویورک، وابسته به دانشگاه نیویورک گذراند. سپس در فیلادلفیا در دانشگاه تمپل دو سال در جکسون کلینیک در رشته اندوسکوپی دستگاه تنفسی و گوارشی تخصص پیدا کرد. دکتر هدایتی در سال ۱۹۵۳ علاوه بر اخذ درجه مستر (M.Sc) از دانشگاه تمپل به عضویت کالج جراحان بین‌المللی و آکادمی گوش و حلق و بینی و جراحی سر و گردن درآمد. او در سال ۱۳۳۳ به ایران بازگشت.
او پس از بازگشت به ایران ریاست بخش گوش و حلق و بینی بیمارستان راه آهن ۱۳۳۴ را بر عهده گرفت. او به دعوت دکتر منوچهر اقبال ریاست درمانگاه گوش و حلق و بینی بیمارستان امیر اعلم را به عهده گرفت. همچنان همکاری با دکتر حسین هاشمیان در بخش جراحی‌های سروگردن بیمارستان تاج پهلوی داشت. در سال‌های آخردوران تدریس و طبابت در دانشگاه تهران وی به درخواست دکتر شیخ الاسلامی به در تأسیس دانشگاه ملی ایران نقش داشت و ۶ سال ریاست دانشکده پزشکی دانشگاه ملی را بر عهده داشت.
دکتر هدایتی از مؤسسان بیمارستان لقمان الدوله تهران نیز بود.
حاصل تلاش و تدریس جواد هدایتی تربیت حدود ۱۵۰۰ پزشک و ۴۰ متخصص گوش و حلق و بینی تا قبل از انقلاب اسلامی است.
در دوران انقلاب او به علت بیماری برادرش در نیویورک بود و پس از چند سالی طبابت در لس آنجلس برای گذران دوران بازنشستگی به ایران بازگشت.